# 狭叶山芹
狭叶山芹（学名：Angelica sieboldi var. praeteritum）是伞形科当归属山芹的变种。分布于俄罗斯、朝鲜以及中国大陆的吉林、内蒙古、黑龙江等地，一般生于林下以及林边草地，目前尚未由人工引种栽培。